# غريغ أرمسترونغ
غريغ أرمسترونغ (11 مايو 1950 - ) (بالإنجليزية: Greg Armstrong)‏ هو لاعب كريكت باربادوسي.